# 白化 (密码学)
白化（英語：Whitening）在密码学中是一种旨在增加迭代分组加密安全性的措施。 通常是在第一轮加密和最后一轮对密钥和明文进行异或操作。攻击者若不知道密钥，则无法进行第一个加密解密操作。

## 简介
最早使用白化的分组密码是DES-X，简单使用两个64位的密钥用于白化，而通常DES使用的密钥是56位。其旨在增强暴力破解的复杂度，不需要改变算法即增加密钥的有效长度。DES-X的发明者 Ron Rivest 命名该技术为白化。